# هنري بيكون (سياسي)
هنري بيكون (بالإنجليزية: Henry Bacon)‏ (25 مارس 1915 -14 مارس 1846) سياسي أمريكي وممثل أمريكي من نيويورك.